# Maxates coelataria
Maxates coelataria là một loài bướm đêm trong họ Geometridae.